# Шульц, Лилли
Лилли Шульц (англ. Lillie Shultz, 1904 — 1981) — американская журналистка, писательница, администратор Американского еврейского конгресса, общественный деятель и активистка против дискриминации.

## Биография
Лилли (Лиллиан) Шульц (Shultz, также пишется как Schultz) работала с 1933 по 1944 год главным административным должностным лицом и директором по связям с общественностью Американского еврейского конгресса. Она была единственной женщиной в штате. Она работала в совете управляющих, была редактором Congress Bulletin; активным членом комитета, занимавшегося Олимпиадой 1936 года.
Шульц выступала против угнетения и дискриминации и сыграла важную роль в создании комиссии по расследованию экономической дискриминации евреев в Соединённых Штатах 1933–1944 гг.
Шульц была ведущим членом Еврейского агентства для Палестины в 1947 году на переговорах, которые привели к рекомендации Организации Объединённых Наций о разделе Палестины, и была близкой коллегой и соратником делегации Еврейского агентства в ООН. Она выступала против распространения ядерного оружия.
Шульц родилась в 1904 году в Филадельфии и окончила Пенсильванский университет. После окончания университета её первой работой в качестве журналиста стала работа в газете «Philadelphia Jewish World», где она редактировала англоязычный раздел. 
В статье под названием «Почему я ревновала: воспоминания о Суккоте» она подробно рассказала о своей любви к еврейской культуре и вспомнила молитву и тоску своего дедушки, которые вдохновили её на её деятельность. 
В начале 1930-х годов Шульц была сотрудницей Еврейского телеграфного агентства, а затем начала работать в Американском еврейском конгрессе. С 1944 по 1955 год она также была директором Nation Associates, издателя журнала Nation, а также членом его редакционного состава.